# Кулик-сорока новозеландський
Кулик-сорока новозеландський (Haematopus finschi) — вид сивкоподібних птахів родини куликосорокових (Haematopodidae).

## Поширення
Ендемік Нової Зеландії. Гніздиться у внутрішніх районах Південного острова. У позашлюбний період трапляється вздовж морського узбережжя Південного та Північного островів.

## Опис
Тіло завдовжки до 46 см, розмах крил 80-86 см, вага 550 г. Верхня частина тіла та груди чорного забарвлення, нижня частина тіла біла. Довгий міцний дзьоб червоного кольору. Короткі і товсті ніжки рожевого кольору.

## Спосіб життя
У сезон розмноження трапляється вздовж берегів річок та озер, на відкритих пасовищах та сільськогосподарських угіддях, субальпійських луках та трав'янистих степах. Поза сезоном розмноження живе на лиманах, морських затоках, пляжах, піщаних територіях і водоймах. Живиться молюсками та хробаками. Гнізда облаштовує на землі. У гнізді 2-3 коричневі з темнішими плямами яйця. Інкубація триває 24–28 дні. Насиджують обидва батьки по черзі. Пташенята залишають гніздо через день після вилуплення, а самостійними стають через 6 тижнів.